# Abilene, Kansas
Abilene là một thành phố thuộc quận Dickinson, tiểu bang Kansas, Hoa Kỳ. Năm 2010, dân số của xã này là 6844 người.

## Dân số
Dân số các năm:
- Năm 2000: 6543 người
- Năm 2010: 6844 người